# Staufer (cépage)
Pour la famille Staufer régnant en Allemagne du XIe au XIIIe siècle, voir Hohenstaufen.
Le staufer est un cépage de raisins blancs.

## Origine et répartition géographique
Le staufer est une obtention de Gerhardt Alleweldt en croisant bacchus x villard blanc dans les installations du Institut für Rebenzüchtung Geilweilerhof à Siebeldingen (Palatinat) en Allemagne. Le cépage fait partie de la liste des classements de cépages pour la production de vin suivant l’Article 20 du règlement (CE) n° 1227/200.
La superficie plantée en vigne est de trois hectares (2001).
Le vin blanc est neutre se rapprochant du sylvaner.

## Synonymes
Le staufer est connu sous les noms Zuchtnummer Gf. Ga-54-14 et Geilweilerhof Ga-54-14.